# Der lange Weg nach Cardiff
Der lange Weg nach Cardiff (Originaltitel The Long Voyage Home) ist ein US-amerikanischer Kriegsfilm von John Ford aus dem Jahr 1940. Das Drehbuch basiert auf verschiedenen Bühnenstücken von Eugene O’Neill. Der Film kam am 24. Januar 1964 in einer um zwölf Minuten gekürzten Fassung in die deutschen Kinos. Noch vor der Kinopremiere wurde er am 18. Juni 1962 im deutschen Fernsehen (ZDF) ausgestrahlt.

## Handlung
Der Handelsfrachter Glencain ist auf dem Weg von den westindischen Inseln über Baltimore nach England. An Bord befindet sich Munition, die das Schiff zu einem potentiellen Angriffsziel und damit zu einem Himmelfahrtskommando macht. Als ein schwerer Sturm das Schiff trifft, bekommen die Matrosen Angst, besonders als der Matrose Yank von einer Welle aufs Deck geschmettert wird und stirbt.
Als Land in Sicht kommt, wird der eigenbrötlerische Smitty verdächtigt, Signale an die Deutschen zu senden. Doch die Seeleute finden heraus, dass sich Smitty aus Scham über seine Alkoholsucht zurückgezogen hat. Als er seine Sucht den Kameraden gestanden hat, fühlt er sich befreit und will bei der Ankunft im Hafen sofort zu Frau und Kind zurückkehren, die er verlassen hat. Doch genau in diesem Augenblick greift ein deutsches Flugzeug das Schiff an. Smitty wird bei dem Angriff getötet.
Endlich sicher im Hafen wollen die Matrosen ihren Kameraden Ole dazu bewegen, nach Schweden zu seiner alten Mutter zu reisen. Doch als Ole das Schiff verlässt, wird er zum Dienst auf der Amindra gepresst. Er wird von Driscoll und anderen Kameraden befreit. Ole kann zwar nach Schweden reisen, doch Driscoll wurde bei der Aktion gefangen genommen und muss nun Oles Platz an Bord der Amindra einnehmen. Zurück auf der Glencairn erhalten die Schiffskameraden Nachricht, dass die Amindra torpediert und gesunken ist. Unter den Toten befindet sich auch Driscoll.

## Entstehung
| Figur        | Darsteller       | Deutscher Sprecher  |
| ------------ | ---------------- | ------------------- |
| Ole Olsen    | John Wayne       | Paul Edwin Roth     |
| Driscoll     | Thomas Mitchell  |                     |
| Smitty       | Ian Hunter       | Wolfgang Eichberger |
| Kapitän      | Wilfrid Lawson   | Horst Naumann       |
| Cocky        | Barry Fitzgerald | Kurt Zips           |
| Axel Swanson | John Qualen      | Panos Papadopulos   |
| Freda        | Mildred Natwick  |                     |
| Yank         | Ward Bond        |                     |
| Donkeyman    | Arthur Shields   |                     |
| Davis        | Joe Sawyer       | Helmo Kindermann    |
| Nick         | J. M. Kerrigan   |                     |
| Bella        | Rafaela Ottiano  | Tina Eilers         |

John Wayne, der einen schwedischen Matrosen spielt, musste Sprachunterricht nehmen, um den schwedischen Akzent richtig hinzubekommen. Nach Unterricht bei der Schauspielerin Osa Massen war John Ford zufrieden. Es fiel ihm aber nicht auf, dass Wayne sich einen dänischen Akzent angelernt hatte.
Mildred Natwick gab hier ihr Filmdebüt. In einer Nebenrolle tritt Dan Borzage auf, der Bruder des zur damaligen Zeit berühmten Regisseurs Frank Borzage. Thomas Mitchell gewann 1940 einen Oscar, in dem John-Ford Western Ringo. Für den gleichen Film wurde auch Komponist Richard Hageman ausgezeichnet, während Kameramann Gregg Toland im gleichen Jahr für Stürmische Höhen von William Wyler den Oscar gewann.
Drehbuchautor Dudley Nichols, Oscar-Gewinner von 1936, musste für das Drehbuch vier Einakter von Eugene O’Neill zusammenfügen, die zum Zeitpunkt des Ersten Weltkrieges geschrieben wurden. Die Titel der Stücke: The Moon of the Caribees, In the Zone, Bound East for Cardiff und The Long Voyage Home.

## Kritiken
Der lange Weg nach Cardiff erhielt ein sehr gutes Presseecho. So erfasst der US-amerikanische Aggregator Rotten Tomatoes ausschließlich wohlwollende Besprechungen und ordnet den Film dementsprechend als „Frisch“ ein.
Zentrales Thema des Films sei „der Angriff deutscher Flugzeuge, als das Schiff den Hafen von Cardiff ansteuert“, so das Lexikon des internationalen Films. Dem Regisseur sei es jedoch eher um „die kunstvoll[e] atmosphärisch[e] Schilderung“ gegangen als um die „Verhaltensweisen der Menschen und ihr[e] Motivationen“. Das Fazit lautete dennoch: „Filmhistorisch nicht ohne Bedeutung.“ Cinema lobt den Film als „optisches Drama“. Für Prisma war der Film „eine ungeheuer packende Schilderung von Seemannsschicksalen“. Dabei sei „[d]ie klaustrophobische Atmosphäre an Bord des Schiffes […] Meisterregisseur John Ford besonders gut gelungen“.

## Auszeichnungen
Oscarverleihung 1941
- Nominierung in der Kategorie Bester Film
- Nominierung in der Kategorie Bestes adaptiertes Drehbuch an Dudley Nichols
- Nominierung in der Kategorie Beste Filmmusik an Richard Hageman
- Nominierung in der Kategorie Beste Schwarzweiß-Kamera an Gregg Toland
- Nominierung in der Kategorie Bester Schnitt an Sherman Todd
- Nominierung in der Kategorie Beste visuelle Effekte an Ray Binger, R. T. Layton und Thomas T. Moulton

New York Film Critics Circle Awards 1940
- NYFCC-Award in der Kategorie Beste Regie für John Ford